# Bismarckhök
Bismarckhök (Tachyspiza brachyura) är en hotad fågel i familjen hökar. Den förekommer på två öar i Bismarckarkipelagen utanför Nya Guinea.

## Utseende och läten
Bismarckhöken är en liten (27–34 cm) gråvit hök. Adulta fåglar är mörkgrå ovan med fylligt kastanjebrun nackkrage och ljusgrå undersida. Ungfåglar har mörk hjässa, rostfärgad svartfläckig ovansida och kraftigt mörkstreckad ljusbeige undersida. Ögat är rött, vaxhuden och benen gula. Lätet är okänt.

## Utbredning och systematik
Fågeln förekommer enbart på New Britain och södra New Ireland i Bismarckarkipelagen tillhörande Papua Nya Guinea. Den behandlas som monotypisk, det vill säga att den inte delas in i några underarter.

### Släktskap
Arten placerades tidigare i släktet Accipiter. Genetiska studier visar dock att släktet så som det traditionellt är konstituerat är parafyletiskt, där kärrhökarna i Circus är inbäddade, men också släktena Erythrotriorchis och Megatriorchis. För att kärrhökarna ska kunna behållas i ett eget släkte delas därför Accipiter delas upp i flera mindre släkten, däriblamd Tachyspiza.

## Levnadssätt
Bismarckhöken är en mycket dåligt känd skogslevande art. De flesta fynd härrör från bergsskog upp till 1800 meters höjd, på New Ireland mellan 1200 och 1800 meter. Den kan möjligen utkonkurreras i mer påverkade skogar av den vanligare arten gråhök och i låglänta områden av blågrå hök.
Ingen kunskap finns om vare sig dess häckningsbiologi eller dess föda, även om kroppformen tyder på att den jagar fåglar i täta skogsområden.

## Status och hot
Bismarckhöken har en mycket liten världspopulation uppskattad till högst 2500 häckande individer, dessutom fördelade i två subpopulationer. Den tros också minska i antal till följd av skogsavverkning. Internationella naturvårdsunionen IUCN anser den därför vara hotad och placerar den i hotkategorin sårbar, men noterar att bedömningen baseras på rätt lite information, varför vidare studier kan visa att den är vanligare än man i dagsläget känner till.